# 三輪神社 (大田区大森中)
三輪神社（みわじんじゃ）は、東京都大田区の神社。堀ノ内三輪神社（ほりのうちみわじんじゃ）とも。

## 概要
創建年代は不明で、享徳年間（1452年～1456年）とも寛永年間（1624年～1644年）の創建ともいわれている。旧別当寺は、近くの密乗院である。当初は「第六天社」という名称だった。
1915年（大正4年）、周辺の貴船神社や天祖神社などを合祀して「三輪神社」に改称した。
境内には、江戸時代に大森海苔存続に尽力した北村石見守を祀った摂末社「北村神社」がある。

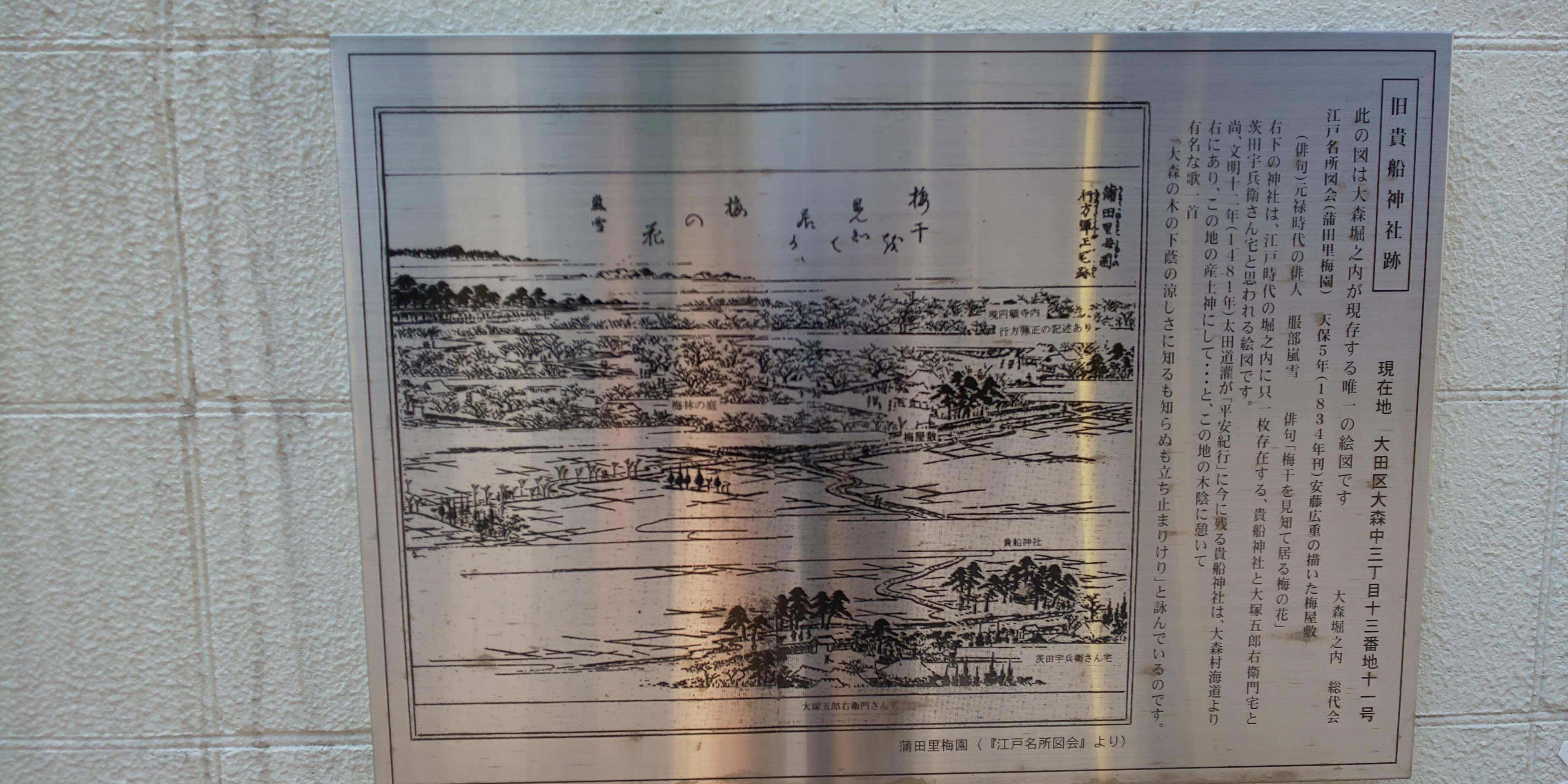
同じ大森中3丁目にある合祀された旧貴船神社跡の位置を示すプレート。 天保5年(1834年)に安藤広重が描いた江戸名所図会の絵をプリントしている。同時に、文明12年(1481年)に太田道灌が「平安紀行」に当時の貴船神社の様子を書き残し、詠んだ歌を記載している。
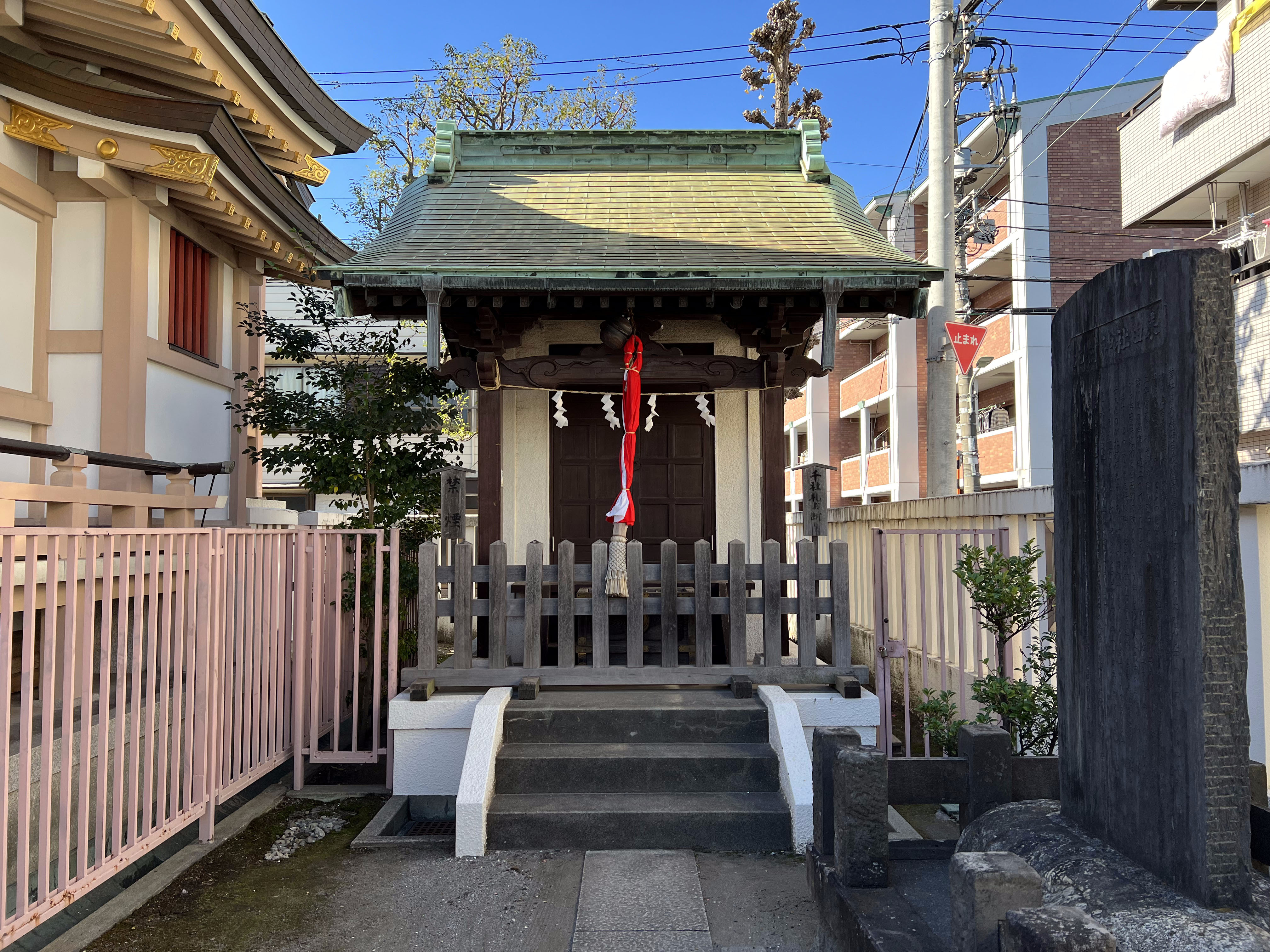
大森海苔存続に尽力した北村石見守を祀った摂末社「北村神社」

## 境内
境内にはクスノキ、イチョウなどが植えられている。手水舎は水を吐く龍があしらわれているが、鉄柵で囲われており、コロナ禍以前から水を流していない事がうかがえる。
本殿、手水舎、摂末社など神社の基本的な設備に加え、ベンチや大森堀之内会館、郵政公社のポストなどが設置されている。

## 交通アクセス
- 梅屋敷駅より徒歩10分。